# Topic (disc jockey)
Pour les articles homonymes, voir Topic.
Tobias Topic, né le 23 mars 1992 à Solingen (Rhénanie-du-Nord-Westphalie), connu sous le mononyme Topic, est un disc jockey, producteur et musicien allemand.
Il est notamment connu pour les singles Home sorti en 2014, certifié platine en Australie et en Allemagne, et Breaking Me sorti en fin 2019, qui devient son plus grand succès.

## Carrière
Le 19 décembre 2019, Topic sort la chanson Breaking Me en collaboration avec le chanteur suédois A7S. Le single est notamment certifié platine au Canada, or en Allemagne, en Australie et au Royaume-Uni. Il atteint les 10 premières places des classements en Allemagne, aux Pays-Bas, en Autriche, en Suisse, au Canada, en Australie et en Irlande. Avec Breaking Me, Topic s'est également classé dans le UK Singles Chart pour la première fois et obtient son premier single numéro 1 dans les classements portugais.
En 2021, il sort la chanson Your Love (9PM), en collaboration avec le disc jockey ATB et le chanteur A7S. Elle échantillonne la chanson de 1998, 9 PM (Till I Come) d'ATB.

## Discographie

### Album studio
| Titre | Détails                                                                            | Meilleurs classements | Meilleurs classements |
| Titre | Détails                                                                            | ALL                   | AUT                   |
| ----- | ---------------------------------------------------------------------------------- | --------------------- | --------------------- |
| Miles | - Sortie : 31 juillet 2015 - Label : Takeover Music - Formats : CD, téléchargement | 67                    | 70                    |

### Singles

#### Artiste principal
| Titre                                                                        | Année | Meilleurs classements | Meilleurs classements | Meilleurs classements | Meilleurs classements | Meilleurs classements | Meilleurs classements | Meilleurs classements | Meilleurs classements | Meilleurs classements | Meilleurs classements | Meilleurs classements | Meilleurs classements | Certifications | Album                      |
| Titre                                                                        | Année | ALL                   | AUS                   | AUT                   | BEL (FL)              | BEL (WAL)             | CAN                   | É-U Dance             | FRA                   | IRL                   | P-B                   | R-U                   | SUI                   | Certifications | Album                      |
| ---------------------------------------------------------------------------- | ----- | --------------------- | --------------------- | --------------------- | --------------------- | --------------------- | --------------------- | --------------------- | --------------------- | --------------------- | --------------------- | --------------------- | --------------------- | --- | -------------------------- |
| Light It Up (featuring Jona Selle)                                           | 2014  | —                     | —                     | —                     | —                     | —                     | —                     | —                     | —                     | —                     | —                     | —                     | —                     | | Miles                      |
| Real Stars (featuring Marco Minella)                                         | 2015  | —                     | —                     | —                     | —                     | —                     | —                     | —                     | —                     | —                     | —                     | —                     | —                     | | Miles                      |
| Miles (featuring Krism)                                                      | 2015  | —                     | —                     | —                     | —                     | —                     | —                     | —                     | —                     | —                     | —                     | —                     | —                     | | Miles                      |
| Home (en) (featuring Nico Santos (en))                                       | 2015  | 12                    | 11                    | 10                    | —                     | —                     | —                     | —                     | —                     | —                     | —                     | —                     | —                     | - BVMI : Platine - ARIA : Platine |                            |
| Fly Away (featuring Lili Pistorius)                                          | 2015  | —                     | —                     | —                     | —                     | —                     | —                     | —                     | —                     | —                     | —                     | —                     | —                     | | Miles                      |
| Find You (featuring Jake Reese)                                              | 2016  | 57                    | —                     | 63                    | —                     | —                     | —                     | —                     | —                     | —                     | —                     | —                     | —                     | |                            |
| Break My Habits                                                              | 2017  | 58                    | —                     | 73                    | —                     | —                     | —                     | —                     | —                     | —                     | —                     | —                     | —                     | |                            |
| Perfect (en) (avec Ally Brooke)                                              | 2018  | 98                    | —                     | 73                    | —                     | —                     | —                     | 38                    | —                     | —                     | —                     | —                     | —                     | |                            |
| Disclose                                                                     | 2018  | —                     | —                     | —                     | —                     | —                     | —                     | —                     | —                     | —                     | —                     | —                     | —                     | |                            |
| Sólo contigo (avec Juan Magán & Lena)                                        | 2018  | —                     | —                     | —                     | —                     | —                     | —                     | —                     | —                     | —                     | —                     | —                     | —                     | |                            |
| Forget About It                                                              | 2018  | —                     | —                     | —                     | —                     | —                     | —                     | —                     | —                     | —                     | —                     | —                     | —                     | |                            |
| The Less I Know (featuring Alexander Tidebrink)                              | 2018  | —                     | —                     | —                     | —                     | —                     | —                     | —                     | —                     | —                     | —                     | —                     | —                     | |                            |
| Talk to Me (avec Mougleta)                                                   | 2019  | —                     | —                     | —                     | —                     | —                     | —                     | —                     | —                     | —                     | —                     | —                     | —                     | |                            |
| Let's Rave (featuring Lili Pistorius)                                        | 2019  | —                     | —                     | —                     | —                     | —                     | —                     | —                     | —                     | —                     | —                     | —                     | —                     | |                            |
| Let Us Love (avec Vigiland & Christopher)                                    | 2019  | —                     | —                     | —                     | —                     | —                     | —                     | —                     | —                     | —                     | —                     | —                     | —                     | |                            |
| Keep On Loving (featuring René Miller)                                       | 2019  | —                     | —                     | —                     | —                     | —                     | —                     | —                     | —                     | —                     | —                     | —                     | —                     | |                            |
| Breaking Me (avec A7S (en))                                                  | 2019  | 3                     | 4                     | 2                     | 3                     | 1                     | 9                     | 3                     | 9                     | 3                     | 5                     | 3                     | 4                     | - BVMI : Platine - ARIA : 4 × Platine - IFPI AUT : 2 × Platine - BEA : Platine - MC : 4 × Platine - SNEP : Diamant - BPI : Platine - RIAA : Platine |                            |
| Like I Love You (avec Nico Santos)                                           | 2020  | 24                    | —                     | 32                    | —                     | —                     | —                     | —                     | —                     | —                     | —                     | —                     | 54                    | - BVMI : Or - IFPI AUT : Or | Nico Santos                |
| Why Do You Lie to Me (avec A7S featuring Lil Baby)                           | 2020  | 98                    | —                     | —                     | —                     | —                     | —                     | 17                    | —                     | —                     | —                     | —                     | 86                    | |                            |
| Lost (sous Topic42 avec Samra)                                               | 2020  | 3                     | —                     | 7                     | —                     | —                     | —                     | —                     | —                     | —                     | —                     | —                     | 8                     | |                            |
| Your Love (9PM) (avec ATB et A7S)                                            | 2021  | 6                     | 18                    | 8                     | 11                    | 22                    | 77                    | 9                     | 40                    | 8                     | 12                    | 8                     | 6                     | - BVMI: Or - ARIA: Platine - BPI: Platine - MC: Or                                                                                                  |                            |
| Chain My Heart (avec Bebe Rexha)                                             | 2021  | 100                   | —                     | —                     | —                     | —                     | —                     | 16                    | —                     | —                     | —                     | —                     | —                     | |                            |
| Drive (avec Clean Bandit featuring Wes Nelson)                               | 2021  | —                     | —                     | —                     | —                     | —                     | —                     | 25                    | —                     | 30                    | —                     | 17                    | —                     | - BPI: Or |                            |
| My Heart Goes (La Di Da) (avec Becky Hill)                                   | 2021  | 87                    | —                     | —                     | —                     | —                     | —                     | 26                    | —                     | 6                     | —                     | 11                    | —                     | - BPI: Platine | Only Honest on the Weekend |
| Ich bin weg (Boro Boro) (avec Samra featuring Arash)                         | 2021  | 6                     | —                     | 16                    | —                     | —                     | —                     | —                     | —                     | —                     | —                     | —                     | 12                    | |                            |
| In Your Arms (For an Angel) (avec Robin Schulz & Nico Santos & Paul van Dyk) | 2022  | 36                    | —                     | —                     | —                     | —                     | —                     | 31                    | —                     | —                     | —                     | —                     | 61                    | |                            |
| Solo Para Ti (avec Álvaro Soler)                                             | 2022  | 57                    | —                     | 65                    | 6                     | 15                    | —                     | —                     | —                     | —                     | 62                    | —                     | 52                    | |                            |
| Kernkraft 400 (A Better Day) (avec A7S)                                      | 2022  | 26                    | —                     | 34                    | —                     | —                     | —                     | —                     | 133                   | —                     | 29                    | —                     | 100                   | - IFPI AUT : Or |                            |
| Saving Me (featuring Sasha Alex Sloan)                                       | 2022  | —                     | —                     | —                     | —                     | —                     | —                     | —                     | —                     | —                     | —                     | —                     | —                     | |                            |
| Follow Me (avec John Martin)                                                 | 2022  | —                     | —                     | —                     | —                     | —                     | —                     | —                     | —                     | —                     | —                     | —                     | —                     | |                            |
| All or Nothing (avec HRVY)                                                   | 2022  | —                     | —                     | —                     | —                     | —                     | —                     | —                     | —                     | —                     | —                     | —                     | —                     | |                            |
| Forget You (avec Fast Boy)                                                   | 2023  | 73                    | —                     | —                     | —                     | —                     | —                     | —                     | —                     | —                     | —                     | —                     | —                     | |                            |
| Lucid Dream                                                                  | 2023  | —                     | —                     | —                     | —                     | —                     | —                     | —                     | —                     | —                     | —                     | —                     | —                     | |                            |
| Sleepless (avec Restricted featuring GoldFord)                               | 2023  | —                     | —                     | —                     | —                     | —                     | —                     | —                     | —                     | —                     | —                     | —                     | —                     | |                            |
| 1, 2, 3 (avec Oliver Cronin)                                                 | 2024  | —                     | —                     | —                     | —                     | —                     | —                     | —                     | —                     | —                     | —                     | —                     | —                     | |                            |
| One by One (avec Robin Schulz featuring Oaks)                                | 2024  | —                     | —                     | —                     | —                     | —                     | —                     | —                     | —                     | —                     | —                     | —                     | —                     | |                            |
| Peakin'                                                                      | 2024  | —                     | —                     | —                     | —                     | —                     | —                     | —                     | —                     | —                     | —                     | —                     | —                     | |                            |
| Out My Head (avec A7S)                                                       | 2024  | —                     | —                     | —                     | —                     | —                     | —                     | —                     | —                     | —                     | —                     | —                     | —                     | |                            |
| No Promises (avec Giuseppe Ottaviani featuring Sofiloud)                     | 2024  | —                     | —                     | —                     | —                     | —                     | —                     | —                     | —                     | —                     | —                     | —                     | —                     | |                            |
| I Adore You (avec Hugel & Arash featuring Daecolm)                           | 2024  | 8                     | —                     | 18                    | 4                     | 12                    | —                     | —                     | 95                    | —                     | 16                    | —                     | 10                    | |                            |
| Motivation (Show Me Your Heart) (avec A7S)                                   | 2024  | —                     | —                     | —                     | —                     | —                     | —                     | —                     | —                     | —                     | —                     | —                     | —                     | |                            |
| Control of Me (featuring Daecolm)                                            | 2025  | —                     | —                     | —                     | —                     | —                     | —                     | —                     | —                     | —                     | —                     | —                     | —                     | |                            |
| « — » indique que le single n'est pas sorti ou classé dans le pays.          |       |                       |                       |                       |                       |                       |                       |                       |                       |                       |                       |                       |                       | |                            |

#### Artiste en featuring
| Titre                                     | Année |
| ----------------------------------------- | ----- |
| Silver Tears (SlimReaper featuring Topic) | 2021  |

### Remixes
- 2016 : Kayef - Durchs Feuer (Topic Remix)
- 2016 : Birdy - Keeping Your Head Up (Topic Remix)
- 2017 : Nico Santos & Broiler - Goodbye to Love (Topic Remix)
- 2020 : Nico Santos & Topic - Like I Love You (Topic & FRDY Remix)
- 2020 : Surf Mesa featuring Emilee - ILY (I Love You Baby) (Topic Remix)
- 2020 : MASN - Psycho! (Topic & B-Case Remix)
- 2020 : Becky Hill & Sigala - Heaven on My Mind (Topic Remix)
- 2020 : Dennis Lloyd - Alien (Topic Remix)
- 2020 : Clean Bandit & Mabel featuring 24kGoldn - Tick Tock (Topic Remix)
- 2020 : Meduza featuring Dermot Kennedy - Paradise (Topic Remix)
- 2021 : Moby featuring Gregory Porter & Amythyst Kiah - Natural Blues (Topic Remix)
- 2021 : Regard & Troye Sivan & Tate McRae - You (Topic Remix)
- 2021 : Clean Bandit & Topic featuring Wes Nelson - Drive (Topic VIP Remix)
- 2021 : Becky Hill & Topic - My Heart Goes (La Di Da) (Topic VIP Remix)
- 2022 : Sido - Mit Dir (Topic42 Remix)
- 2022 : Bonez MC & RAF Camora - Sommer (Topic42 Remix)
- 2022 : Lewis Thompson & David Guetta - Take Me Back (Topic Remix)
- 2022 : Kamrad - I Believe (Topic Remix)
- 2023 : Topic & HRVY - All or Nothing (VIP Mix)
- 2023 : Mae Muller - I Wrote a Song (Topic Remix)
- 2023 : Loreen - Tattoo (Topic Remix)
- 2024 : Tayna - Si Ai (Topic Remix)